# Yue fu
Gli yue fu (樂府T, 乐府S, yuèfǔP, lett. "ufficio musicale, canto musicale o canto arcaico") sono poemi cantati della letteratura cinese, sviluppatisi nel periodo Han. Il loro nome risale all'ufficio musicale, che fu istituito nel 114 a.C. sotto Han Wudi. Il compito dell'ufficio musicale era di raccogliere canti per usi sacri e di corte, insieme ai quali furono raccolti anche i canti e le ballate del semplice popolo. Le melodie degli yue fu oggi non sono più ricostruibili e solo alcuni testi sono rimasti intatti. I poemi cantati raccolti contengono sia canti per cerimonie sacrificali sia alberi genealogici, come anche canti per banchetti imperiali.
I sinologi occidentali distinguono nell'ambito degli yue fu tra inni sacri, freddi e formali, e canzoni mondane, più immediate e spontanee, che parlano dei bisogni e delle preoccupazioni dell'epoca. 
Inizialmente furono raccolti gli yue fu anonimi, tuttavia fra il 190 ed il 266 compaiono poeti conosciuti, che danno agli yue fu una nota individuale. Come testi, gli yue fu acquisirono una loro autonomia verso la fine del periodo Han. 
Al contrario dei fu del periodo Han, il tema di molti yue fu infatti non è più la glorificazione della potenza dell'imperatore, bensì le preoccupazioni ed i bisogni dei singoli. Anche il Taoismo religioso esercitò un influsso, poiché gli yue fu pongono spesso la questione della mortalità e della vita eterna degli uomini.
Anche la metrica degli yue fu si differenzia dai fu degli Han. Essi sono costituiti in modo non omogeneo da tre fino a sette caratteri per verso e molti yue fu presentano tratti caratteristici delle ballate. Le ballate rappresentano una forma mista di elementi epici, lirici e drammatici e utilizzano molte locuzioni formali. La ballata meglio conosciuta in Occidente è Mulan Shi (木蘭詩). In seguito, durante l'epoca degli Han Occidentali, gli yue fu furono scritti con versi di cinque caratteri.
Gli yue fu hanno un grande significato per lo sviluppo della successiva poesia in Cina, poiché su di essi si basano formalmente e tematicamente gli poemi shi. Gli yue fu permearono la cultura delle classi costituite e gli yue fu dei poeti, nei quali questi esprimevano alcuni pensieri, stati d'animo e sentimenti, furono in seguito distinti dagli yue fu anonimi dell'ufficio musicale.
La maggiore raccolta di yue fu è lo Yue fu shiji ("Raccolta di canti musicali") composto nel XII secolo da Guo Maoqian.
I canti tramandati come yue fu contengono tradizioni locali molteplici e non ortodosse dal punto di vista confuciano, testimoniando, rispetto a periodi successivi, dell'atmosfera più aperta del primo medioevo cinese.